# Леботьор
Леботьо́р (рос. Леботёр) — село у складі Чаїнського району Томської області, Росія. Входить до складу Коломінського сільського поселення.

## Населення
Населення — 624 особи (2010; 618 у 2002).
Національний склад (станом на 2002 рік):
- росіяни — 93 %